# 황금앙완티보
황금앙완티보(Arctocebus aureus)는 로리스과에 속하는 영장류의 일종이다. 칼라바르앙완티보(Arctocebus calabarensis)와 함께 앙완티보속(Arctocebus)을 형성하며, 이 2종은 골든포토 또는 황금포토로 불리기도 한다. 황금앙완티보는 카메룬과 콩고공화국, 적도기니 그리고 가봉에서 발견된다. 통상적인 서식지는 우림이지만, 경작지 등에서도 사는 것으로 알려져 있다.
칼라바르앙완티보와 같이, 황금앙완티보는 266~465 그램의 몸무게와 뭉툭한 꼬리를 지니고 있으며, 각각의 손발에는 털을 손질하는 데 특히 유용한 매우 짧은 형태의 집게손발가락이 나 있고, 얼굴에는 흰 줄이 하나 있다. 이 두 종은 흔히 털 색깔로 구분할 수 있다. 등 쪽 털은 순 황금색이며, 배 쪽은 좀 더 연한 붉은 색을 띤다. 칼라바르앙완티보와는 달리, 황금앙완티보는 순막이 없다.
황금앙완티보는 야행성 동물이며, 대략 땅 위 5~15 미터의 작은 가지 상에서 발견되는 수목형 동물이다. 이들 먹이의 약 85%는 곤충(특히 모충)이고 14%는 과일로 구성되어 있다. 먹이는 찾거나, 맹수에 대응하는 행위, 군집 생활과 생식 습성은 칼라바르앙완티보와 거의 비슷하다.